# Richard Lowenstein
Richard Lowenstein est un réalisateur australien, né le 1er mars 1959  à Melbourne (Victoria) en Australie.
Sa mère, Wendy Lowenstein, était une écrivaine engagée. Il fait ses études à la Brinsley Road Community School de 1973 à 1974, et sort diplômé de l'Université technologique de Swinburne, université du fm[Quoi ?] et de la télévision en 1979.
Il a écrit, produit et réalisé le film He Died with a Felafel in His Hand, Dogs In Space avec Hugo Race, Say A Little Prayer, Strikebound et Ghost Story, ainsi que certains clips vidéo pour des groupes dont INXS et U2, et autres concerts ou spots publicitaires. Il a été coproducteur de John Safran's Music Jamboree, John Safran vs God pour la firme indépendante SBS Independent, et est devenu un partenaire des maisons de production Ghost, basée à Melbourne, ainsi que Fandango Australia Pty Ltd, collaborant avec les producteurs Domenico Procacci et Sue Murray, l'avocat Bryce Menzies et un autre réalisateur, Rolf de Heer. Il était un ami proche du chanteur Michael Hutchence.

## Filmographie
- I'm Only Looking: The Best of INXS (music video compilation, 2004)
- U2: The Best of 1980-1990 (music video compilation, 2002)
- He Died with a Felafel in His Hand (2001)
- Naked: Stories of Men - Ghost Story (telemovie, 1996)
- Say a Little Prayer (1993)
- U2: LoveTown (1989) (concert performance, 1989)
- INXS: Kick: The Video Flick (music video compilation, 1988)
- Australian Made: The Movie (concert performance, 1987)
- Dogs in Space (1987)
- INXS: Swing and Other Stories (music video compilation, 1985)
- White City (1985)
- Strikebound (1984)
- Evictions (1979)